# Niestetal
Niestetal ist eine Großgemeinde im nordhessischen Landkreis Kassel in direkter Nachbarschaft von Kassel und zum Südzipfel Niedersachsens.

## Geographie

### Geographische Lage
Die Gemeinde Niestetal, die aus den Ortsteilen Heiligenrode und Sandershausen sowie dem Gut Ellenbach (Gemarkung Sandershausen) und dem Gut Windhausen (Gemarkung Heiligenrode) besteht, liegt westlich des Kaufunger Walds und wird von der Nieste durchflossen. Die Nieste mündet in Sandershausen in die Fulda. Die südliche Grenze von Heiligenrode wird von Osten nach Westen von der Losse markiert. Die Bundesautobahn 7 durchkreuzt die Gemeinde Niestetal mittig zwischen beiden Ortsteilen.

### Nachbargemeinden
Niestetal grenzt im Norden an die Gemeinde Staufenberg (im Landkreis Göttingen in Niedersachsen), im Osten an die Gemeinde Nieste, im Süden an die Gemeinde Kaufungen (beide im Landkreis Kassel) sowie im Westen an die kreisfreie Stadt Kassel.

## Geschichte
Urkundlich erwähnt wurde Heiligenrode zuerst am 8. Mai 1123 als Helingenrodh und Sandershausen im Jahr 1167 als Sandrateshusen.
Beide Ortsteile sind durch Bemühungen des Klosters Kaufungen entstanden.
Das Kloster ließ um 1123 Rodungen in diesem Gebiet durchführen, wodurch Rodedörfer entstanden, dazu zählt auch Heiligenrode.
Sandershausen wurde 1167 in einer Urkunde erstmals als Sandrateshusen erwähnt, benannt nach dem vom Kaufunger Kloster beauftragten Mönch Sandrat. Dieser besiedelte das Gebiet nahe der heutigen evangelischen Kirche.
Das untergegangene Dorf Umbach ist heute in Vergessenheit geraten, es gibt nur noch vage Informationen zu dieser Wüstung.
Die Zusammenlegung der früher eigenständigen Gemeinden Heiligenrode und Sandershausen zur Gemeinde Niestetal erfolgte im Zuge der Gebietsreform in Hessen kraft Landesgesetz am 1. August 1972.

## Politik

### Gemeindevertretung
Die Kommunalwahl am 14. März 2021 lieferte folgendes Ergebnis, in Vergleich gesetzt zu früheren Kommunalwahlen:
| Gemeindevertretung – Kommunalwahlen 2021 | Gemeindevertretung – Kommunalwahlen 2021                                   |
| --- | -------------------------------------------------------------------------- |
| Stimmenanteil in %Wahlbeteiligung 49,9 % 6050403020100 42,6 (−13,5)27,9 (−3,0)15,4 (+2,4)14,2 (n. k.) SPDCDUGrüneW.i.Nd20162021Anmerkungen:d Wir in Niestetal | SitzverteilungInsgesamt 31 Sitze - SPD: 13 - Grüne: 5 - W.i.N.: 4 - CDU: 9 |

| Parteien und Wählergemeinschaften | Parteien und Wählergemeinschaften           | % 2021 | Sitze 2021 | % 2016 | Sitze 2016 | % 2011 | Sitze 2011 | % 2006 | Sitze 2006 | % 2001 | Sitze 2001 |
| SPD                               | Sozialdemokratische Partei Deutschlands     | 42,6   | 13         | 56,1   | 17         | 56,4   | 17         | 58,5   | 18         | 58,9   | 22         |
| CDU                               | Christlich Demokratische Union Deutschlands | 27,9   | 9          | 30,9   | 10         | 28,6   | 9          | 34,3   | 11         | 34,2   | 13         |
| Grüne                             | Bündnis 90/Die Grünen                       | 15,4   | 5          | 13,0   | 4          | 15,0   | 5          | 7,2    | 2          | 6,9    | 2          |
| W.i.N                             | Wir in Niestetal                            | 14,2   | 4          | –      | –          | –      | –          | –      | –          | –      | –          |
| Gesamt                            | Gesamt                                      | 100,0  | 31         | 100,0  | 31         | 100,0  | 31         | 100,0  | 31         | 100,0  | 37         |
| Wahlbeteiligung in %              | Wahlbeteiligung in %                        | 49,9   | 49,9       | 47,8   | 47,8       | 48,5   | 48,5       | 47,9   | 47,9       | 56,1   | 56,1       |

### Bürgermeister
Nach der hessischen Kommunalverfassung wird der Bürgermeister für eine sechsjährige Amtszeit gewählt, seit dem Jahr 1993 in einer Direktwahl, und ist Vorsitzender des Gemeindevorstands, dem in der Gemeinde Niestetal neben dem Bürgermeister ehrenamtlich ein Erster Beigeordneter und neun weitere Beigeordnete angehören. Bürgermeister ist seit dem 1. September 2018 Marcel Brückmann (SPD), der in der Kommunalpolitik bis dahin Fraktionsvorsitzender seiner Partei war. Sein Amtsvorgänger Andreas Siebert (SPD) wechselte am 1. Mai 2018 als hauptamtlicher Erster Kreisbeigeordneter zum Landkreis Kassel. Danach leitete der Erste Beigeordnete Werner Nicolaus die Gemeindeverwaltung kommissarisch und die Wahl eines neuen Bürgermeisters musste vorgezogen werden. Marcel Brückmann erhielt am 3. Juni 2018 im ersten Wahlgang bei 43,27 Prozent Wahlbeteiligung 75,05 Prozent der Stimmen. Es folgte eine Wiederwahl im März 2024.
Amtszeiten der Bürgermeister
- 2018–2030 Marcel Brückmann (SPD)[11]
- 2006–2018 Andreas Siebert (SPD)[12]
- 1994–2006 Rudi Merwar (SPD)[15]
- 1991–1994 Herbert Loot
- 1981–1991 Rainer Herbst
- 1972–1981 Ludwig Hofmann (zuvor seit 1953 Bürgermeister von Sandershausen)[16]

### Wappen
| Wappen von Niestetal | Blasonierung: „Im roten Schild unter zwei gekreuzten silbernen Rodehacken ein silbernes Mühlrad.“ |
| Wappen von Niestetal | Das Wappen wurde am 14. November 1978 durch das Hessische Ministerium des Innern genehmigt.       |

### Flagge
Die Flagge wurde der Gemeinde am 14. Mai 1982 durch das Hessische Ministerium des Innern genehmigt und wird wie folgt beschrieben:
„Die Flagge der Gemeinde Niestetal zeigt auf der nach dem oberen Drittel von Weiß und Rot gevierten Flaggenbahn auf der Vierung das Wappen der Gemeinde.“

### Städtepartnerschaften
Sarkad (Ungarn, seit Oktober 2005)

## Kultur und Sehenswürdigkeiten

### Musik

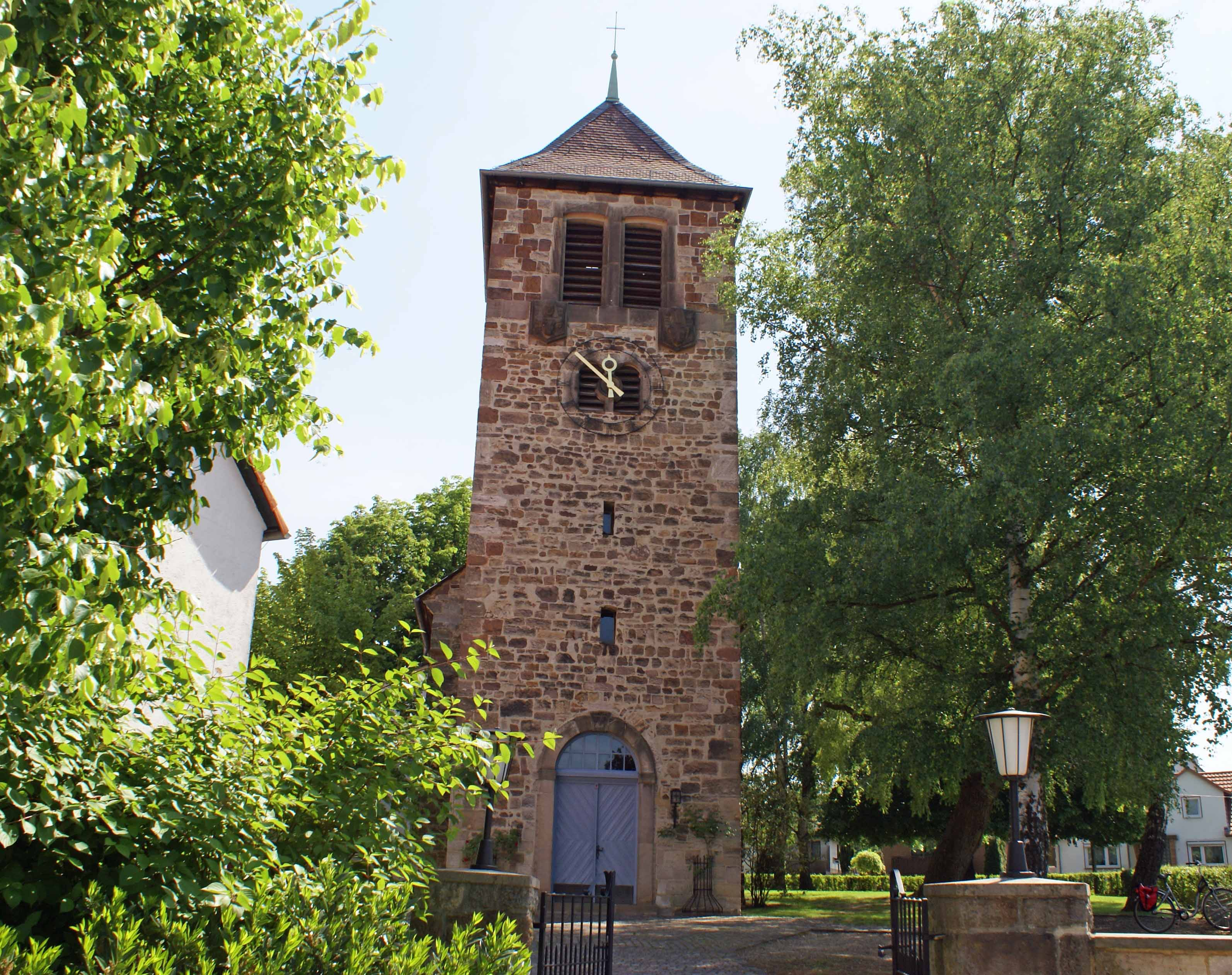
Kirche im Ortsteil Sandershausen

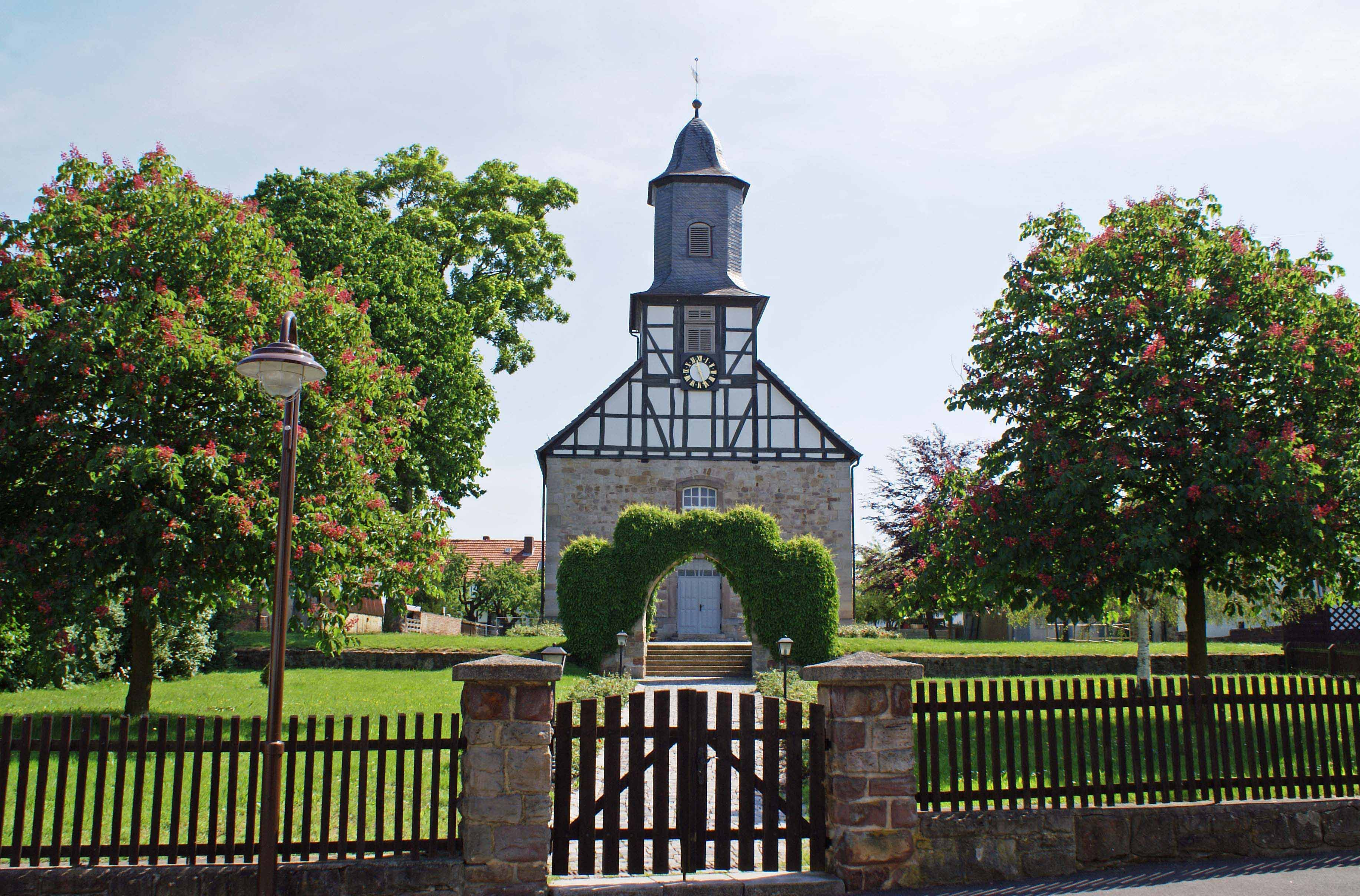
Kirche im Ortsteil Heiligenrode

Seit 1974 und verstärkt seit dem Neubau des Gemeindezentrums 1984 werden durch die evangelische Kirchengemeinde Niestetal, vertreten durch den ehemaligen Pfarrer Friedrich Luhnke, und in Zusammenarbeit mit der Gemeinde Niestetal regelmäßig Kammerkonzerte mit professionellen Musikern internationaler Herkunft veranstaltet.

### Denkmäler und historische Bauten
Sandershausen: Prinz Casimir von Ysenburg Denkmal, Altes Zollhaus
Heiligenrode: Grabstein des Prinzen Casimir von Ysenburg im Kirchgarten, Wichtelbrunnen, Gedenkstein Friedrich Bernhards
Gut Windhausen (Gemarkung Heiligenrode), 1769 von Simon Louis du Ry
Germanischer Garten vom Schloss Windhausen mit Affendenkmal und Schlieffen-Mausoleum (am Gut Windhausen)

### Sport und Freizeit

Naherholungs- und Freizeitgelände Niestetal

Die zwei größten Sportvereine in Niestetal sind der TSV 1892 Heiligenrode e. V. im Ortsteil Heiligenrode und die TSG 1889 Sandershausen e. V. im Ortsteil Sandershausen, die ein breites Sportangebot mit vielen Sparten anbieten.
Bäder und Naherholung
Als eine der ersten Kommunen in Hessen eröffnete die Gemeinde Niestetal im Mai 2001 ein naturnahes Badegewässer, das ausschließlich durch ökologische Filterung gereinigt wird. Das Naturerlebnisbad Niestetal, welches aus dem einstigen sanierungsbedürftigen Freibad entstand, bietet neben der ökologischen Komponente noch viele weitere Attraktionen.
Neben dem Naturerlebnisbad (Schwimmteichanlage) sind das Wichtelbrunnenbad (Hallenbad) in Sandershausen sowie die Parkanlage in Heiligenrode weitere attraktive Möglichkeiten für die Freizeitgestaltung.
Sportanlagen
Für sportliche Aktivitäten stehen zahlreiche Sportanlagen zur Verfügung:
- Mehrzweckhalle mit angeschlossener Kegelbahn (Ortsmitte)
- Sporthalle an der Wilhelm-Leuschner-Schule im Ortsteil Heiligenrode
- jeweils eine Turnhalle an den örtlichen Grundschulen
- Sportstadion mit Kunststofflaufbahn und Nebenplatz
- vier Sportplätze
- sechs Tennisplätze
- je eine Schießanlage mit Vereinshaus in beiden Ortsteilen

Vereine und Verbände
- Rund 60 Vereine und Verbände bieten im Rahmen ihrer Möglichkeiten Aktivitäten für alle Altersgruppen an. Als Dachverband engagiert sich die Sport- und Kulturgemeinschaft im Namen der Vereine und Verbände neben den üblichen Aufgaben auch im kulturellen Bereich.
- Die Tischtennis-Abteilung der TSG Sandershausen richtet jedes Jahr zu Pfingsten das drittgrößte Tischtennisturnier der Bundesrepublik aus. Teilnehmer aus Skandinavien, den USA und Russland zeigen den weiten Rahmen, den dieses Turnier abdeckt.

### Regionale Besonderheiten
- Ahle Wurst
- Weckewerk
- Klobesabend

## Wirtschaft und Infrastruktur
Obwohl das Ortsbild noch leicht ländlich geprägt ist, spielt die Landwirtschaft keine große Rolle mehr. In Niestetal gibt es zurzeit rund 4.950 Arbeitsplätze. Zwei Drittel der Arbeitnehmer pendeln nach Niestetal – zumeist aus der Nachbarstadt Kassel – ein. Einer der größten Arbeitgeber vor Ort ist die Firma SMA Solar Technology, die ihren Hauptsitz im Ortsteil Sandershausen und weltweit über 4.000 Mitarbeiter hat.

### Verkehr
Niestetal verfügt über einen direkten Autobahnanschluss (Kassel-Nord) zur Bundesautobahn 7. Die Busse der NVV-Linien 30, 31, 32 und 52 verbinden die Gemeinde mit Kassel. Von 2007 bis 2020 konnten Nutzer des ÖPNV im Ortsbus „NiestetalExpress“ (Linie 31) kostenlos durch Niestetal fahren. Deutschlandweit war Niestetal eine von wenigen Kommunen, die ihren Bürgerinnen und Bürgern einen solchen Service geboten hat.

### Bildung
Der Gemeinde Niestetal stehen zwei Grundschulen, je eine pro Ortsteil, und die als integrierte Gesamtschule geführte Wilhelm-Leuschner-Schule im OT Heiligenrode, zur Verfügung. Darüber hinaus können andere weiterführende Schulen oder Fachschulen (unterschiedlichster Fachrichtungen) in der Nachbarstadt Kassel besucht werden. Zur Universität Kassel sind es mit den öffentlichen Verkehrsmitteln ca. 15 Minuten, mit dem Auto erreicht man die Uni in ca. 10 Minuten.
Im Gemeindezentrum in der Ortsmitte befindet sich die Gemeindebücherei mit derzeit rund 33.000 Bänden.
Zu den gemeindlichen Einrichtungen gehören ebenso fünf Kindergärten, die eine flächendeckende ganztägige Kinderbetreuung ab dem ersten Lebensjahr ermöglichen.